# Тапробана
Тапробана (дав.-гр. Ταπροβάνη) — великий острів в Індійському океані, описаний античними географами. Страбон розміщує його на південь від Індії, в декількох днях шляху на південь через море або широку протоку (згідно Страбону, шириною понад 3.000 стадій).
Довжина острова оцінювалася в більш, ніж 5000 стадій (близько 1000 км, що порівняно з відстанню від острова Родос до колонії Візантій). Страбон порівнює величину острова з Британією. На півночі і півдні острова є гори (Γάλιβα 'όρη і Μαλέα 'όρη, відповідно).
Жителі легендарної Тапробани, Σάλαι, торгували продукцією острова (металами, дорогоцінним камінням, перлами, цукром, рисом). З Тапробани до Індії доставляли слонову кістку та черепах.
Античний світ Європи отримував відомості про Тапробану з різних джерел протягом III століття до н. е. — II століття н. е. Селевк I Нікатор чув про Тапробану через своїх послів у індійському місті Палібофр. Першим про Тапробану написав вчений Онесікріт. Повідомляв про Тапробану також мандрівник і вчений Меґасфен. Більш того, імператор Клавдій приймав послів Тапробани у Римі.
Серед дослідників немає єдиної думки щодо локалізації острова. Більшість ототожнюють його з Цейлоном, індонезійські вчені — з Суматра, а дехто вважає, що йдеться про вигаданий острів.